# Bóveda del Río Almar (kommunhuvudort)
Bóveda del Río Almar är en kommunhuvudort i Spanien.   Den ligger i provinsen Provincia de Salamanca och regionen Kastilien och Leon, i den centrala delen av landet, 140 km väster om huvudstaden Madrid. Bóveda del Río Almar ligger 883 meter över havet och antalet invånare är 290.
Terrängen runt Bóveda del Río Almar är platt. Runt Bóveda del Río Almar är det mycket glesbefolkat, med 6 invånare per kvadratkilometer. Närmaste större samhälle är Peñaranda de Bracamonte, 4,9 km norr om Bóveda del Río Almar. Trakten runt Bóveda del Río Almar består till största delen av jordbruksmark.